# Lucius Ampelius
Lucius Ampelius war ein Schulautor der römischen Kaiserzeit und Verfasser eines Lehrbuchs der antiken Mythologie, Geographie und Geschichte, des Liber memorialis.

Ampelius ist lediglich als Verfasser dieses Unterrichtswerks bekannt. Wann er lebte, ist ungewiss. Die meisten Annahmen schwanken zwischen der Regierungszeit Trajans (98–117 n. Chr.) und der Zeit Konstantins (306–337 n. Chr.). Sein Handbuch enthält in 50 Kapiteln einen aus guten Quellen geschöpften Abriss des Schulwissens seiner Zeit bis zur Regierungszeit Trajans. Die einzige erhaltene Handschrift (Codex Divionensis) ist heute verschollen. Der noch erhaltene Text geht auf eine Abschrift des französischen Humanisten Salmasius zurück. Eduard Wölfflin verfasste 1854 seine Promotionsarbeit über den liber memorialis und veröffentlichte 1873 auch die erste kritische Textausgabe.

## Textausgabe
- Ingemar König (Hrsg.): Lucius Ampelius: Liber memorialis – Was ein junger Römer wissen soll (= Texte zur Forschung 94). 2. Auflage, Wissenschaftliche Buchgesellschaft, Darmstadt 2011, ISBN 978-3-534-24594-9 (mit Einleitung, Übersetzung und Erläuterungen)